# 信任状捧呈式

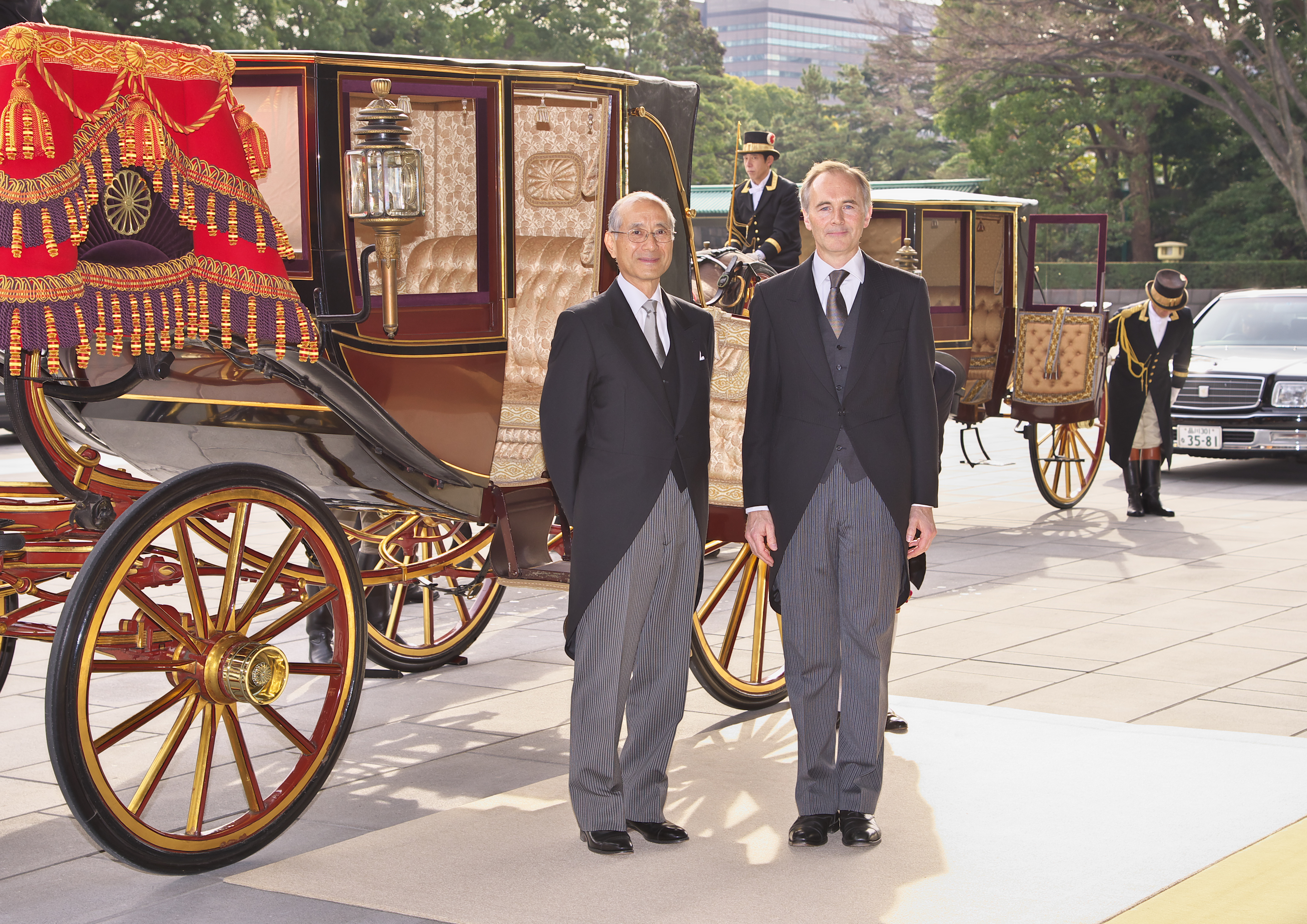
信任状捧呈式のため儀装馬車（後方左）にて皇居を訪れた日本駐箚英国特命全権大使ティモシー・ヒッチンズ（右）と、出迎える宮内庁式部官長小田野展丈（左）。双方とも昼の正礼装であるモーニングコートを着用

信任状捧呈式（しんにんじょうほうていしき、英語：Ceremony of the Presentation of Credentials）とは、着任した特命全権大使または特命全権公使が、派遣元の元首から託された信任状（この者を外交官と認めて頂きたい旨記された、元首からの親書）を、派遣先の元首に提出する儀式である。「捧」が常用漢字ではないため、信任状奉呈式と表記される場合もある。

## 日本

### 概要

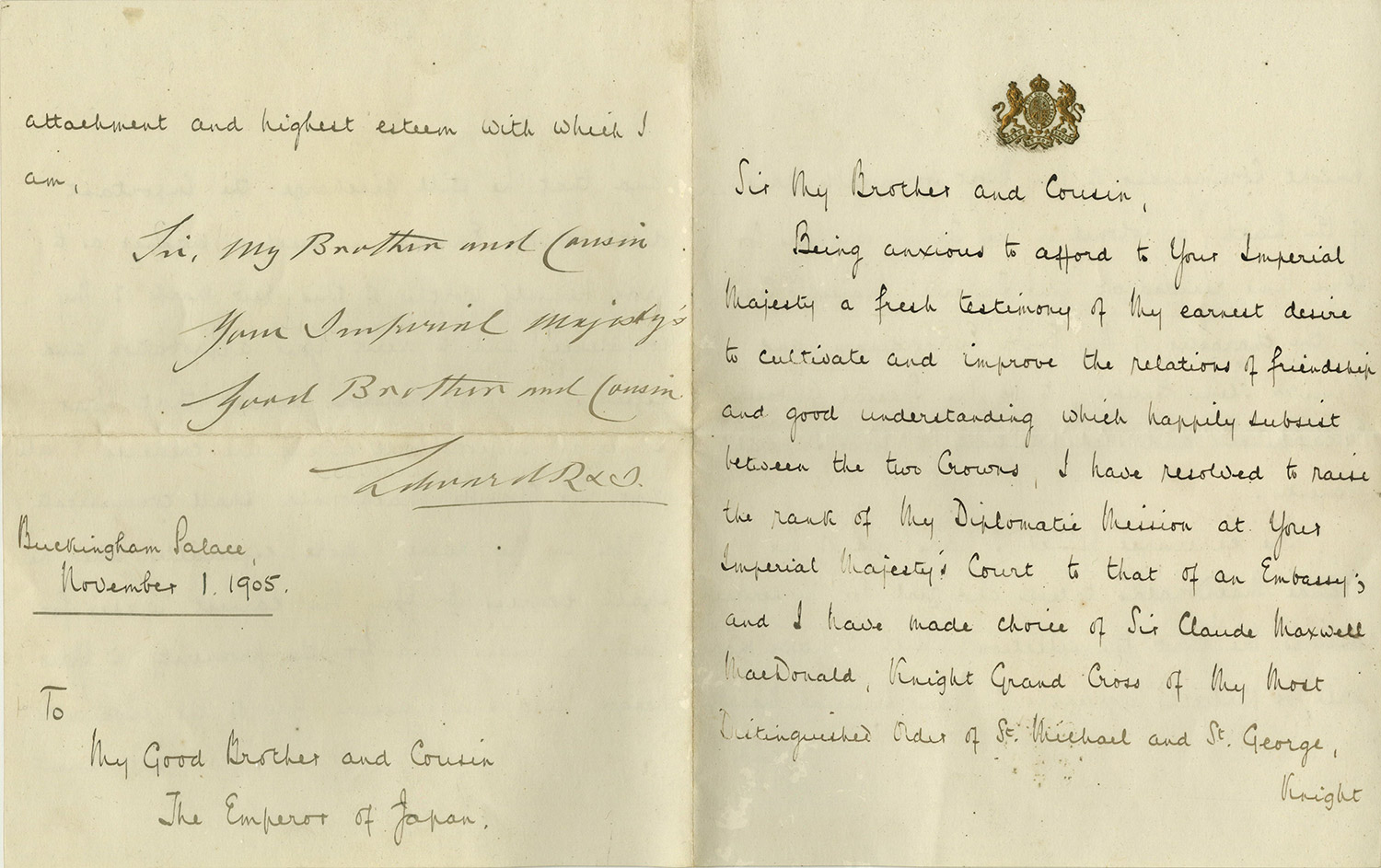
エドワード7世国王からの信任状。日本駐箚英国特命全権大使クロード・マクドナルドにより明治天皇に捧呈された。各国から日本に派遣された外交使節としては、マクドナルドが初の特命全権大使である。

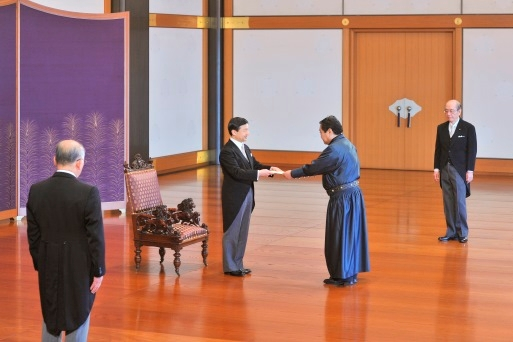
2012年、国事行為臨時代行の皇太子徳仁に信任状を捧呈する駐日モンゴル国特命全権大使ソドブジャムツ・フレルバータル

日本における信任状捧呈式は、日米和親条約による開国から大政奉還までは征夷大将軍が執り行ってきた。その後、王政復古の大号令以降は、天皇または摂政および国事行為臨時代行が執り行っている。日本国憲法の下では、日本に駐箚する特命全権大使や特命全権公使の信任状は、日本国憲法第7条第9号に基づき天皇が接受する。儀式の次第については、1952年（昭和27年）2月18日に閣議決定された「外国の特命全権大使及び特命全権公使接受の儀に関する件」に基づき宮内庁が「信任状捧呈の儀次第」を定めている。
天皇が外遊や病気などの事情により信任状捧呈式を執り行うことができない場合には、日本国憲法第4条および国事行為の臨時代行に関する法律に則って国事行為臨時代行が執り行う。この際の儀式は皇居で行われる。また、前任の特命全権大使や特命全権公使の解任状を捧呈する「解任状捧呈式」も、これに併せておこなわれる。
なお、天皇が未成年などの理由により摂政が置かれている場合は、天皇に代わって摂政が接受する事となっている。

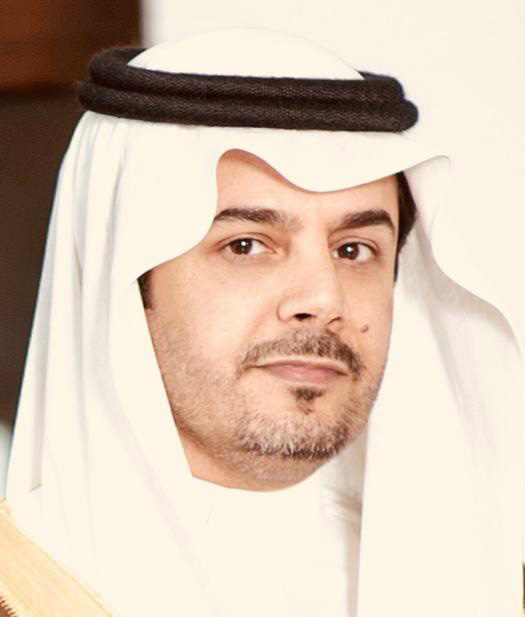
平成時代最後に信任状を捧呈した駐日サウジアラビア大使ナーイフ・アル＝ファハーディー

上皇明仁は天皇として在位していた平成元年（1989年）1月から平成31年（2019年）4月にかけて、919回の信任状捧呈に臨んだ。平成時代の約30年間のうち、明仁へ最初に信任状を捧呈した駐日大使はエクアドル大使マルセロ・アビラ・オレフエラで、最後に信任状を捧呈した駐日大使はサウジアラビア大使ナーイフ・アル＝ファハーディーであった。また、平成時代には当時皇太子であった徳仁が国事行為臨時代行として約30回の信任状捧呈に臨んでおり、うち平成5年（1993年）9月16日にクロアチア大使ミドハト・アルスラナギッチの信任状捧呈を接受したのが最初で、平成24年（2012年）4月4日に南アフリカ共和国大使モハウ・ペコの信任状捧呈を接受したのが最後である。
令和元年（2019年）5月16日、ルクセンブルク大使ピエール・フェリングが天皇徳仁に信任状を捧呈したが、これが令和時代に日本で執り行われた初めての信任状捧呈式である。また、コスタリカ大使アレクサンダー・サラス・アラヤは、平成17年（2005年）9月13日および令和元年（2019年）12月19日に信任状を捧呈しており、平成と令和の二度にわたって信任状を捧呈した初の駐日大使となった。

### 式の内容

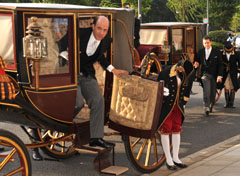
信任状捧呈式のため皇居を訪れた日本駐箚アメリカ合衆国特命全権大使ジョン・ルース。昼の正礼装であるモーニングコートを着用

日本の信任状捧呈式は、おもに皇居宮殿正殿・松の間にて執り行われる。新任の特命全権大使や特命全権公使は、派遣元の元首からの信任状を、天皇に対して捧呈する。天皇は、傍らに侍立する日本の外務大臣にその信任状を渡すとともに、特命全権大使や特命全権公使に対して「おことば」をかけ、握手をする。
日本の信任状捧呈式に列席する者は、いずれも昼の正礼装を着用するのが慣例である。天皇は、モーニングコートを着用し、特命全権大使や特命全権公使を接受する。侍立する外務大臣や、式部官長など宮内庁の職員も、男性ならモーニングコート、女性ならローブ・モンタントやアフタヌーンドレスといった昼の正礼装を着用する。それにあわせて、派遣された特命全権大使や特命全権公使も、男性ならモーニングコートなど、女性ならアフタヌーンドレスなどのような昼の正礼装を着用する。民族衣装（ナショナルドレス）での正装も、正礼装として扱われるため、母国の伝統的な衣装を身に纏って出席する者も多い。特命全権大使や特命全権公使だけでなく、在外公館の職員らも随員として出席するが、それらの者も同様に礼装する。ただし、平服で皇居に参内するなどの事例もある。

### 儀装馬車

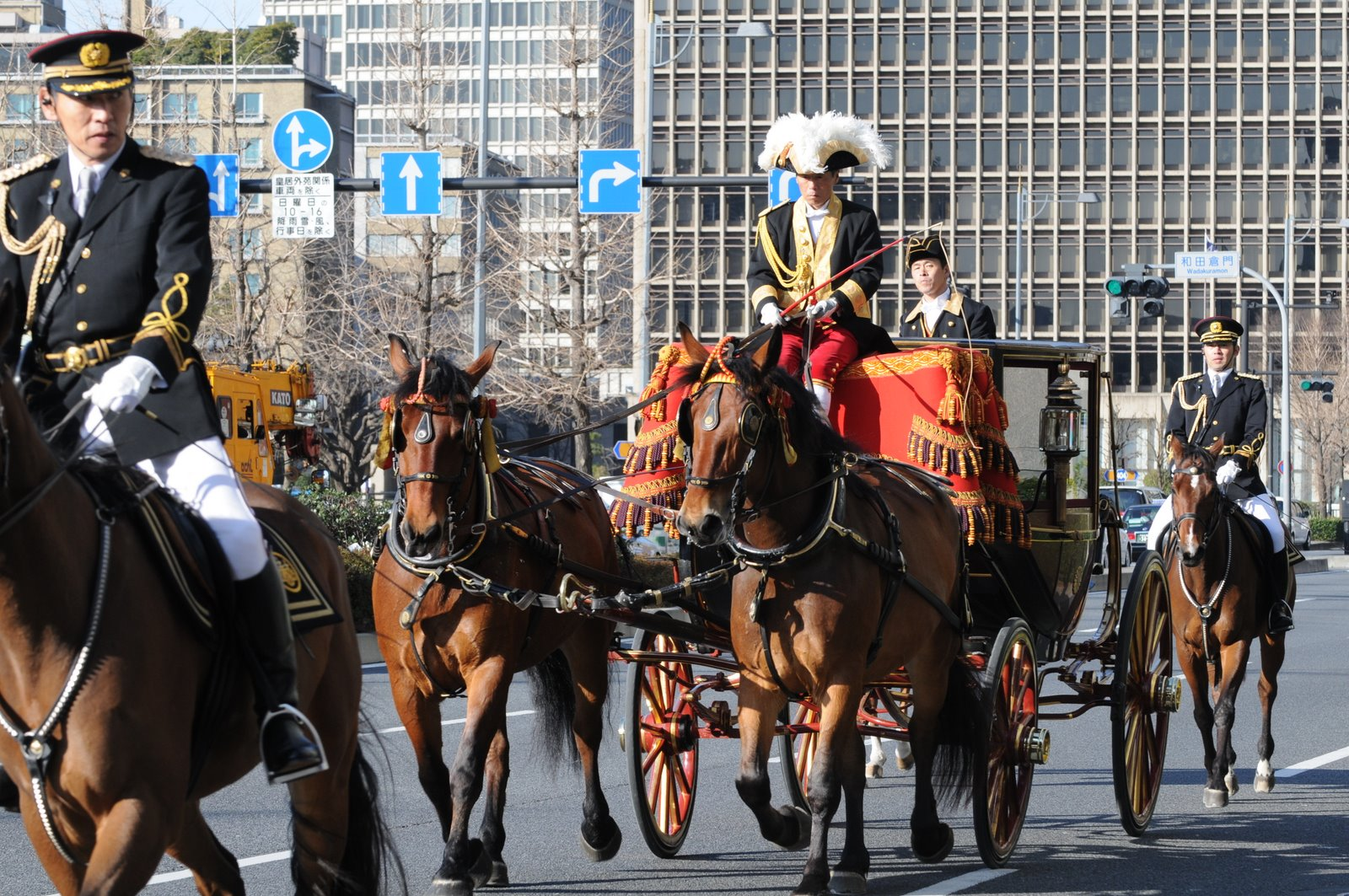
皇居外苑を走行する儀装馬車列。馬車の前後には警視庁騎馬隊が護衛として付く

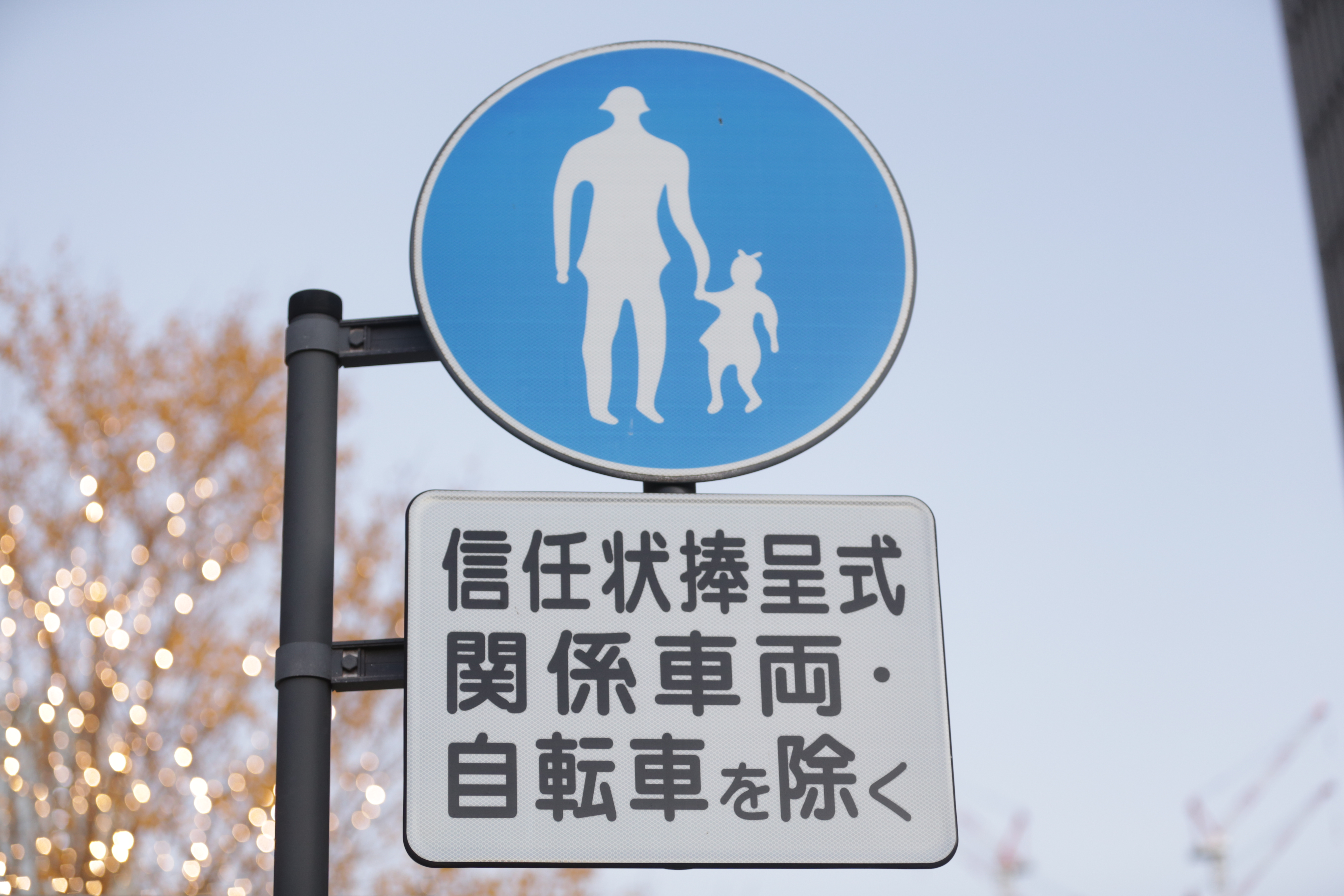
車列が通過する道路には信任状捧呈式関係車両を対象とする補助標識が設置されている

日本の信任状捧呈式では、新たに赴任した国の大使（外交官）は東京駅から宮殿南車寄までの移動手段として自動車か儀装馬車を選ぶことが出来ることになっており、多くの大使は馬車での皇居移動を選ぶという。かつては自動車の場合は大使館から、1972年から1992年までは馬車の場合はパレスホテルから出発していた。しかし、馬車での移動はパレスホテルでのイベント増加等により実施が難しくなり、JR東日本の提案により1992年から東京駅丸の内口貴賓玄関からの出発となった。その後、2007年以降は東京駅の改装等により、明治生命館からの出発に変更されていたが、東京駅丸の内駅前広場の整備完了に伴い、2017年12月11日から再び東京駅丸の内口からの出発となっている。馬車では大使館又は大使公邸から東京駅（明治生命館）まで自動車で送られ、馬車に乗り換える。馬車での送迎を希望しても、天候等の事情で自動車送迎に切り替えられるときもある。
このとき大使の随行員が乗る馬車と警護の皇宮警察及び警視庁の騎馬隊を加えた馬車列を編成する。
2011年3月の東日本大震災（東北地方太平洋沖地震）の際に馬車列が通る皇居の正門の瓦が一部崩れたため、一時的に馬車列による大使の送迎は中止されたが、同年10月末に修理が完了したため11月25日のデンマーク、スウェーデン両国大使の信任状捧呈式より馬車列が復活した。
2019年コロナの流行により見物人が集まるのを避けるため、2020年3月以降馬車列は中止され、自動車による送迎のみとなっていたが、感染状況が落ち着いたため2023年3月8日のフィジー、パキスタン両国大使の信任状捧呈式より馬車列が復活した。
馬車の大部分は明治後期から昭和初期に製造されたもので、内外装共に美術品的な価値が高く、修理はミネルバなどの専門業者に依頼されている。

## 日本以外の国々
日本以外の国々においても、特命全権大使や特命全権公使が接受国の元首に対して信任状を提出する儀式が行われている。
しかし、そのセレモニーの内容は、接受する国によって大きな違いがある。
接受国が君主制の国の場合は、君主に謁見して信任状を提出することになるため、礼装して信任状を捧呈することが多い。それに対して、接受国が共和制の国の場合は、そこまで厳格な服装規定は求められないことが多い。いずれにせよ、特命全権大使や特命全権公使は、接受国の慣習に合わせた服装で出席することになる。
例えば、ベトナム駐箚特命全権大使やベルギー駐箚特命全権大使を務めた坂場三男によれば、ベトナムでの信任状提出の様子について「背広服で良いとされ、甚だ簡易なもの」だったと述べているが、ベルギーでの信任状提出の際には「ホワイト・タイと呼ばれる最高級の正装で、これまでに外国政府などから授与された勲章を首から下げたり、胸に付帯させたりという古色豊かな出で立ち」で出席したと述べており、接受国の慣習に合わせた服装を着用したとしている。
また、カナダ、オーストラリア、ニュージーランドなど、イギリス君主を君主とする英連邦王国の各国（イギリスを除く）では、その国の総督に信任状を捧呈する。
なお、信任状捧呈式の際に、新任大使の送迎に馬車を使用する国は、現在では日本の他、イギリス、スペイン、オランダ、スウェーデンなど、数カ国に限られている。

### 君主が存在する国の接受礼

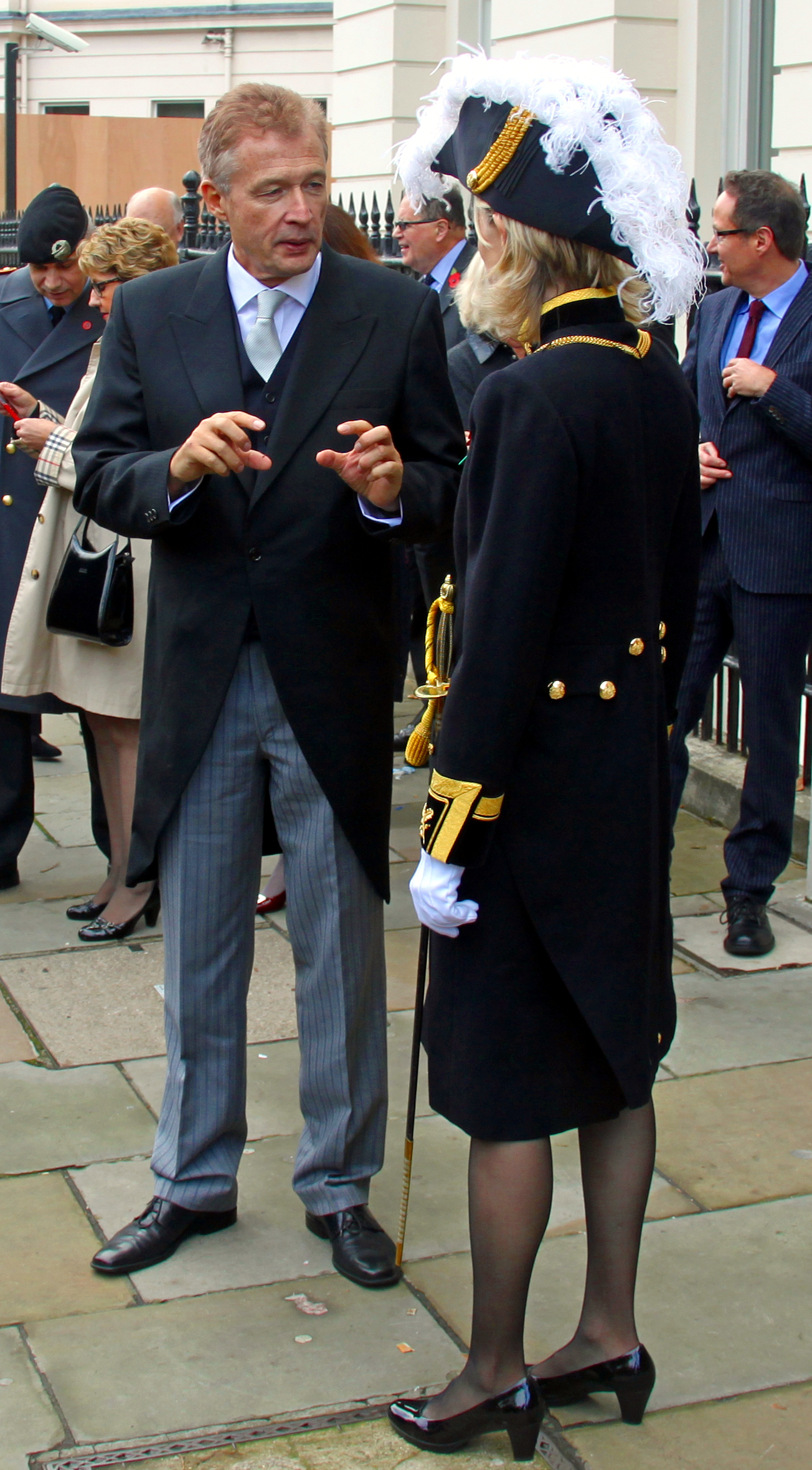
信任状を捧呈しバッキンガム宮殿から戻った英国駐箚ドイツ特命全権大使ペーター・アンモンと送迎した外交団次帥アンナ・クラウス。大使（左）は昼の正礼装であるモーニングコート、次帥（右）は正礼装である宮廷服を着用
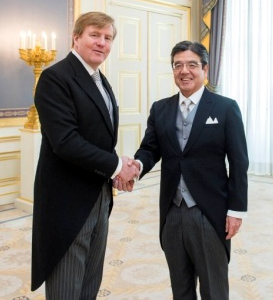
ウィレム＝アレクサンダー国王に信任状を捧呈するオランダ駐箚日本国特命全権大使猪俣弘司。大使（右）と国王（左）は昼の正礼装であるモーニングコートを着用
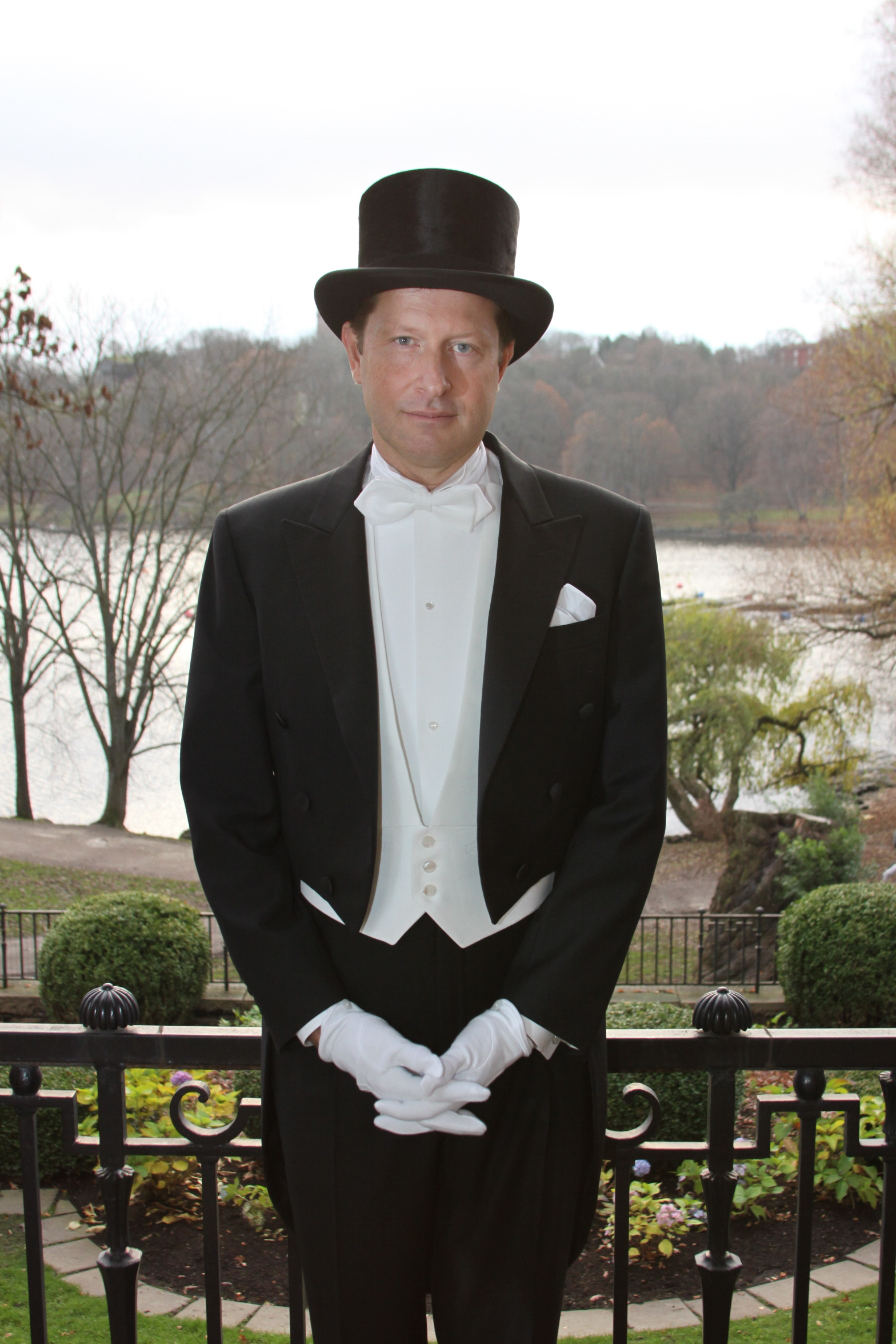
信任状を捧呈するためストックホルム宮殿に向かうスウェーデン駐箚アメリカ合衆国特命全権大使マーク・ブレジンスキー。大使は夜の正礼装である燕尾服を着用
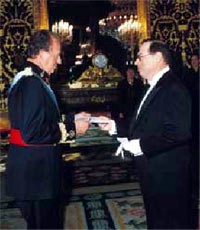
ファン・カルロス一世国王に信任状を捧呈するスペイン駐箚ドミニカ共和国特命全権大使フェデリコ・カミーロ。大使（右）は昼の正礼装であるモーニングコート、国王（左）は軍籍を持つため陸軍の礼装を着用
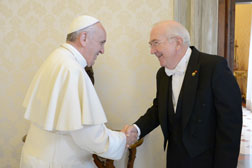
フランシスコ教皇に信任状を捧呈するバチカン市国駐箚アメリカ合衆国特命全権大使ケン・ハケット。大使（右）は昼の正礼装であるモーニングコート、教皇（左）は象徴である白の祭服を着用
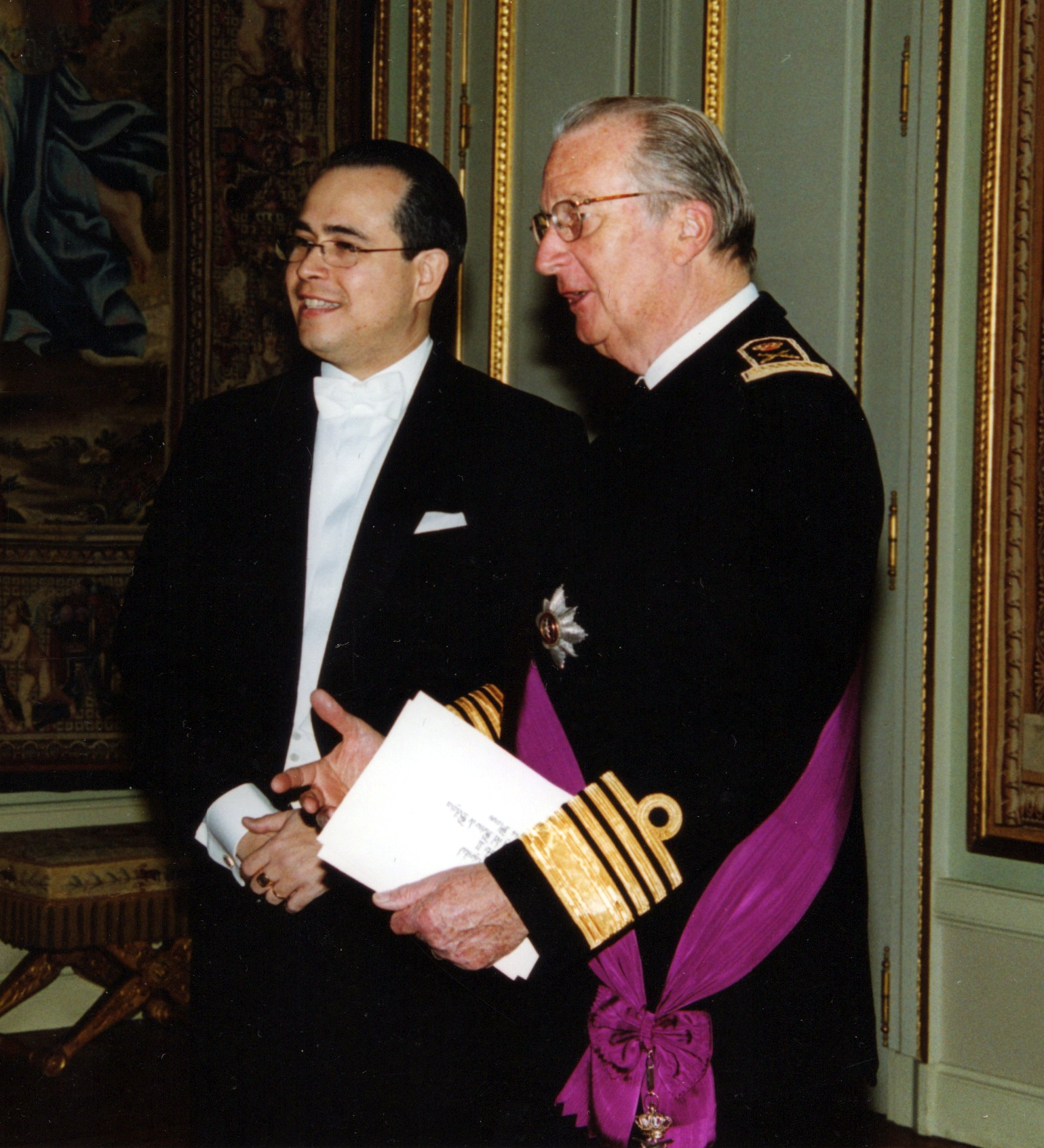
アルベール二世国王に信任状を捧呈するベルギー駐箚ドミニカ共和国特命全権大使フェデリコ・カミーロ。大使（左）は夜の正礼装である燕尾服、国王（右）は軍籍を持つため海洋構成軍の礼装を着用
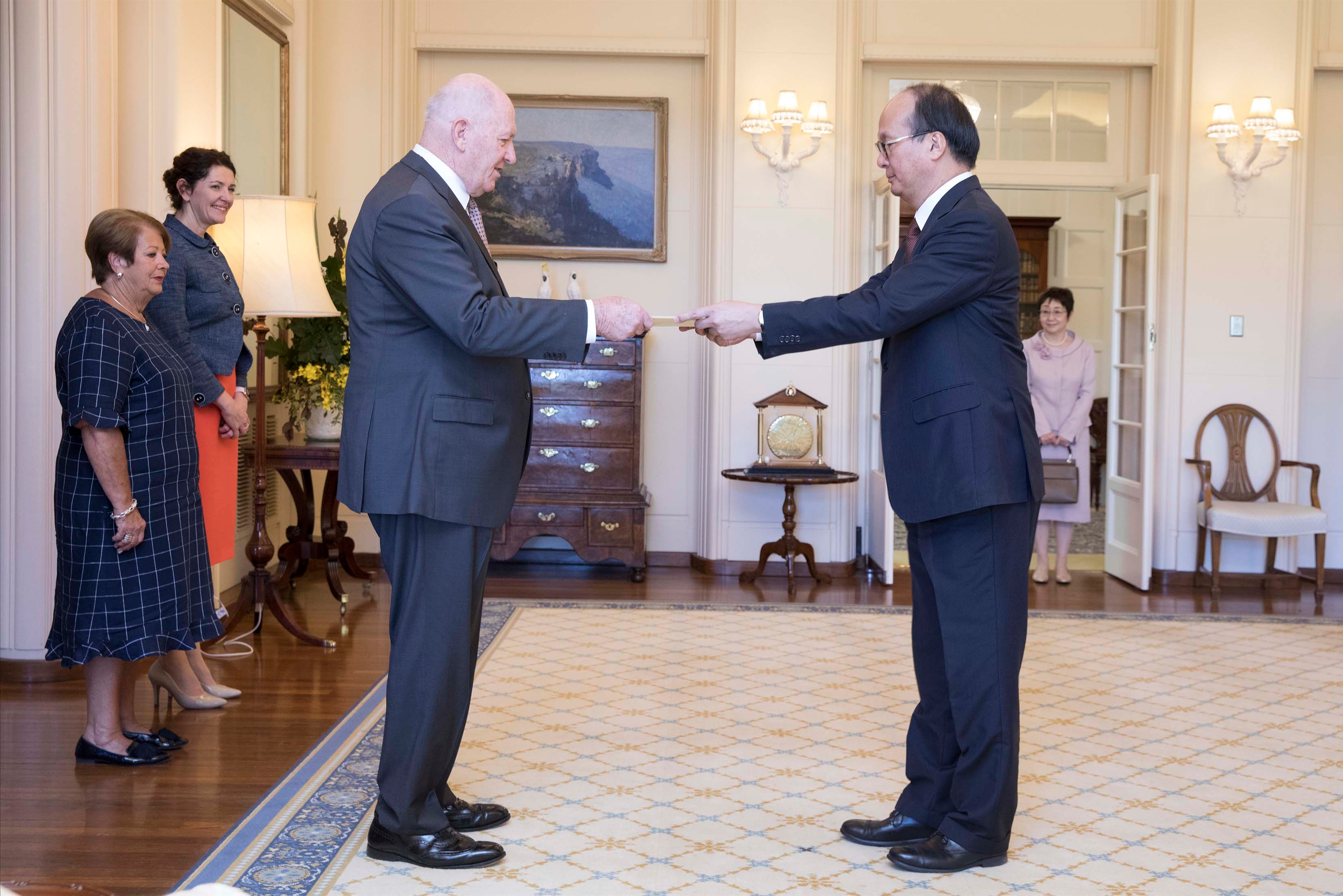
ピーター・コスグローブ総督に信任状を捧呈するオーストラリア駐箚日本国特命全権大使髙橋礼一郎。英連邦王国である同国の君主は英国君主を兼務し、代理人である総督に提出。大使（右）と総督（左）は平服である背広服を着用

### 接受国が共和制の国の場合の例

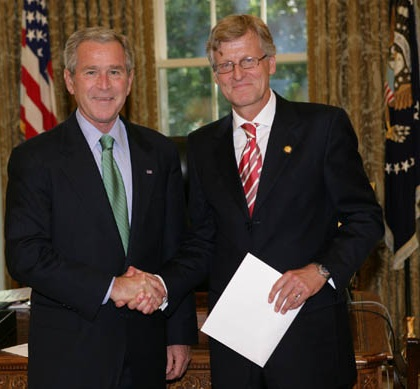
大統領ジョージ・W・ブッシュに信任状を捧呈するアメリカ合衆国駐箚スウェーデン特命全権大使ジョナス・ハフストローム。大使（右）と大統領（左）は平服である背広服を着用
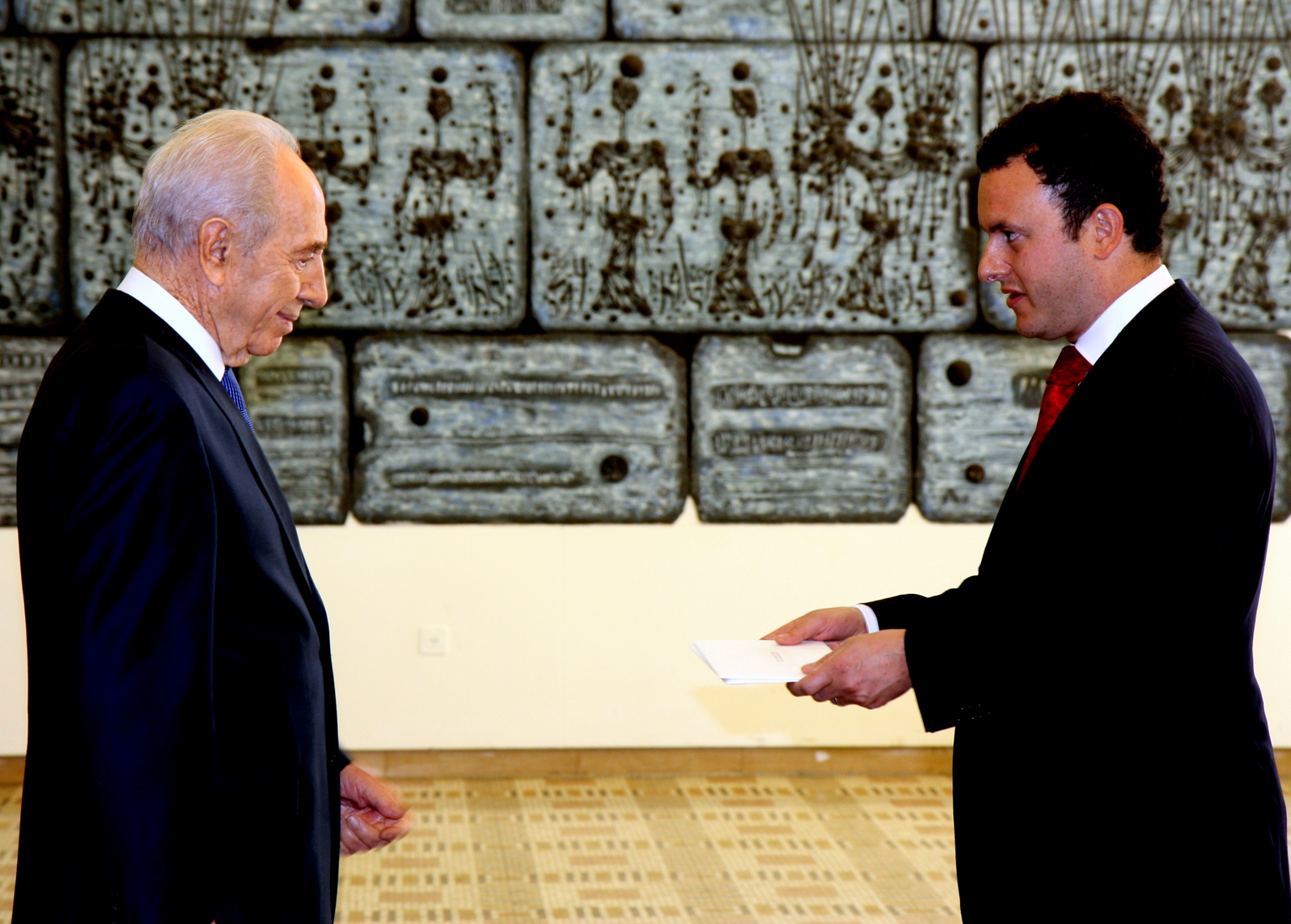
大統領シモン・ペレスに信任状を捧呈するイスラエル駐箚アメリカ合衆国特命全権大使マシュー・ゴールド。大使（右）と大統領（左）は平服である背広服を着用
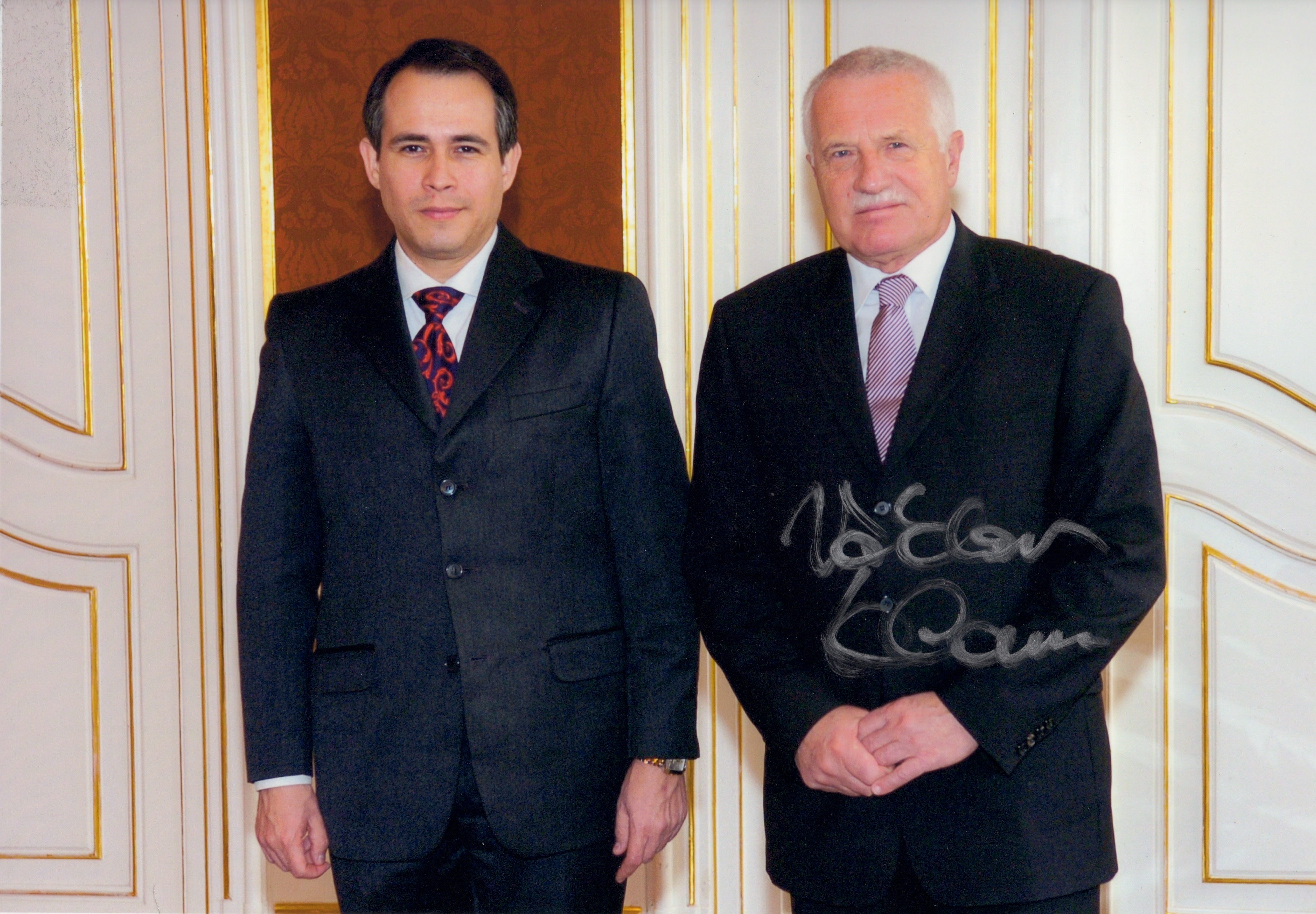
大統領ヴァーツラフ・クラウスに信任状を捧呈するチェコ駐箚ドミニカ共和国特命全権大使フェデリコ・カミーロ。大使（左）と大統領（右）は平服である背広服を着用
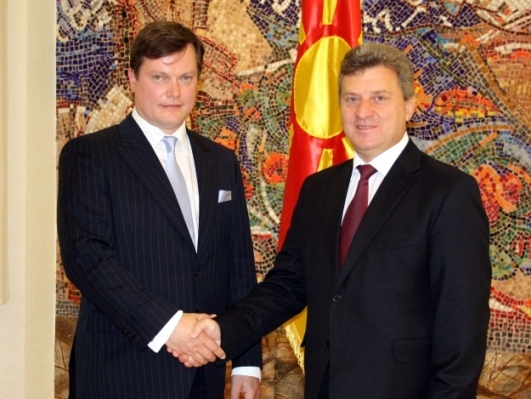
大統領ジョルゲ・イヴァノフに信任状を捧呈するマケドニア共和国駐箚エストニア特命全権大使アーチ・ヒルプス。大使（左）と大統領（右）は平服である背広服を着用
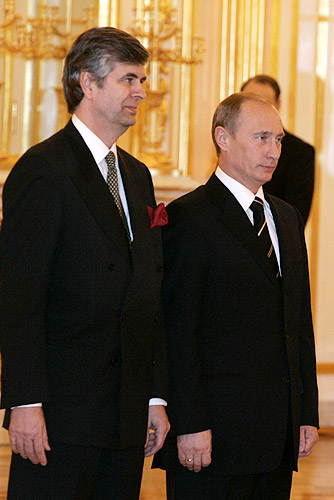
大統領ウラジーミル・プーチンに信任状を捧呈するロシア駐箚フランス特命全権大使スタニラス・ド・ ラブライエ。大使（左）と大統領（右）は平服である背広服を着用

### 接受国が馬車で送迎する場合の例

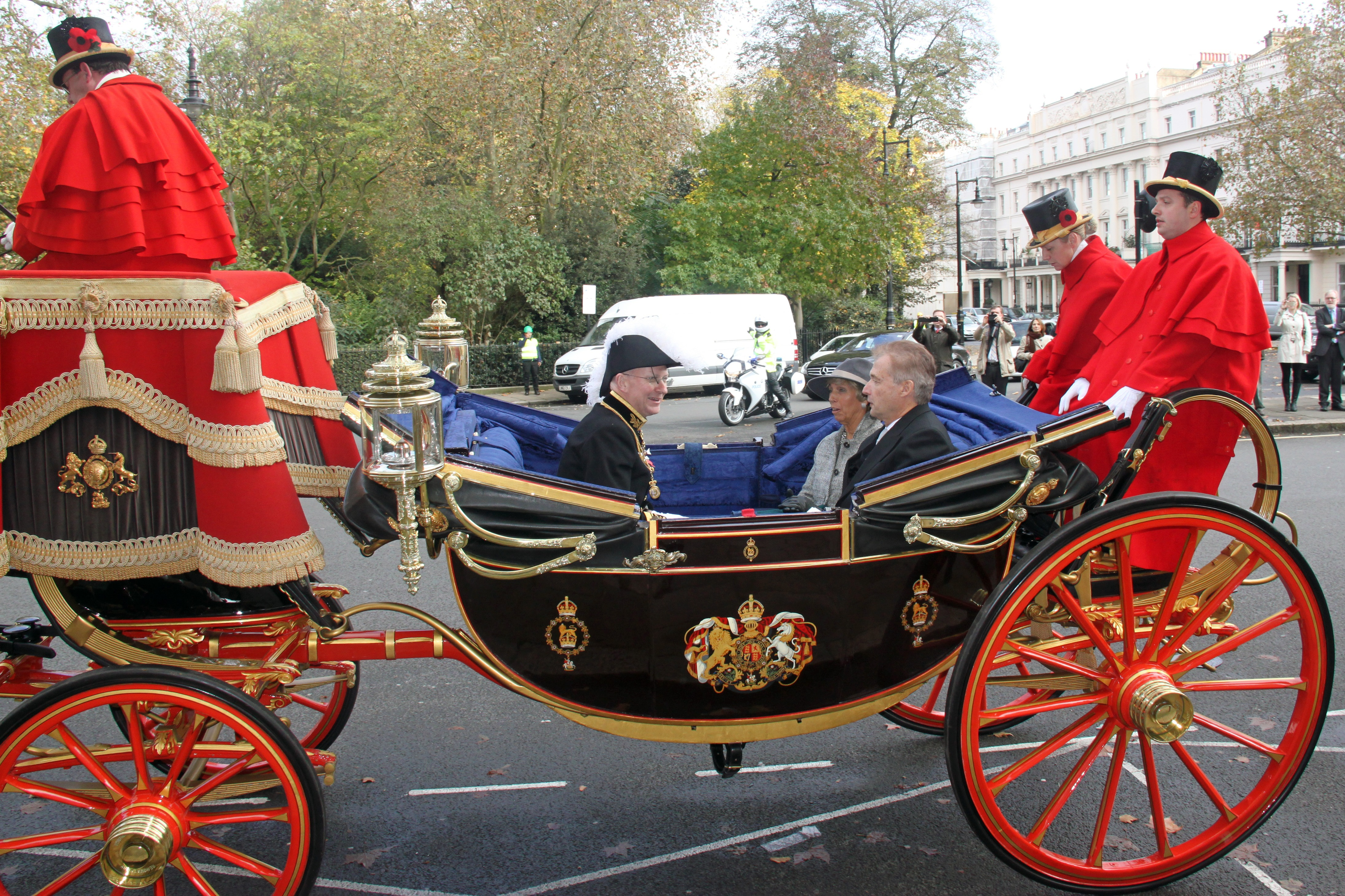
特命全権大使らを送迎する英国王宮府の儀装馬車
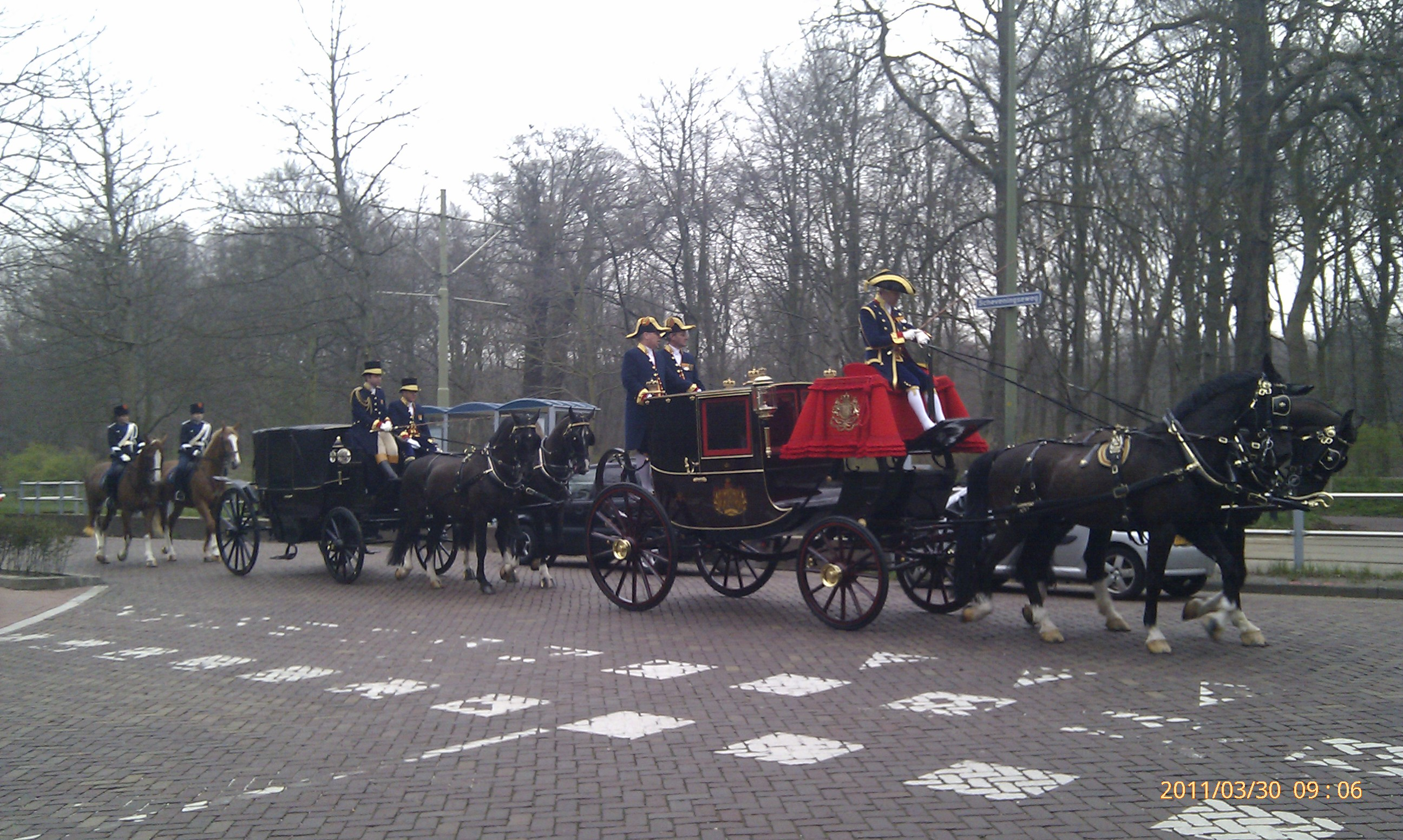
特命全権大使らを送迎するオランダ王宮府の儀装馬車
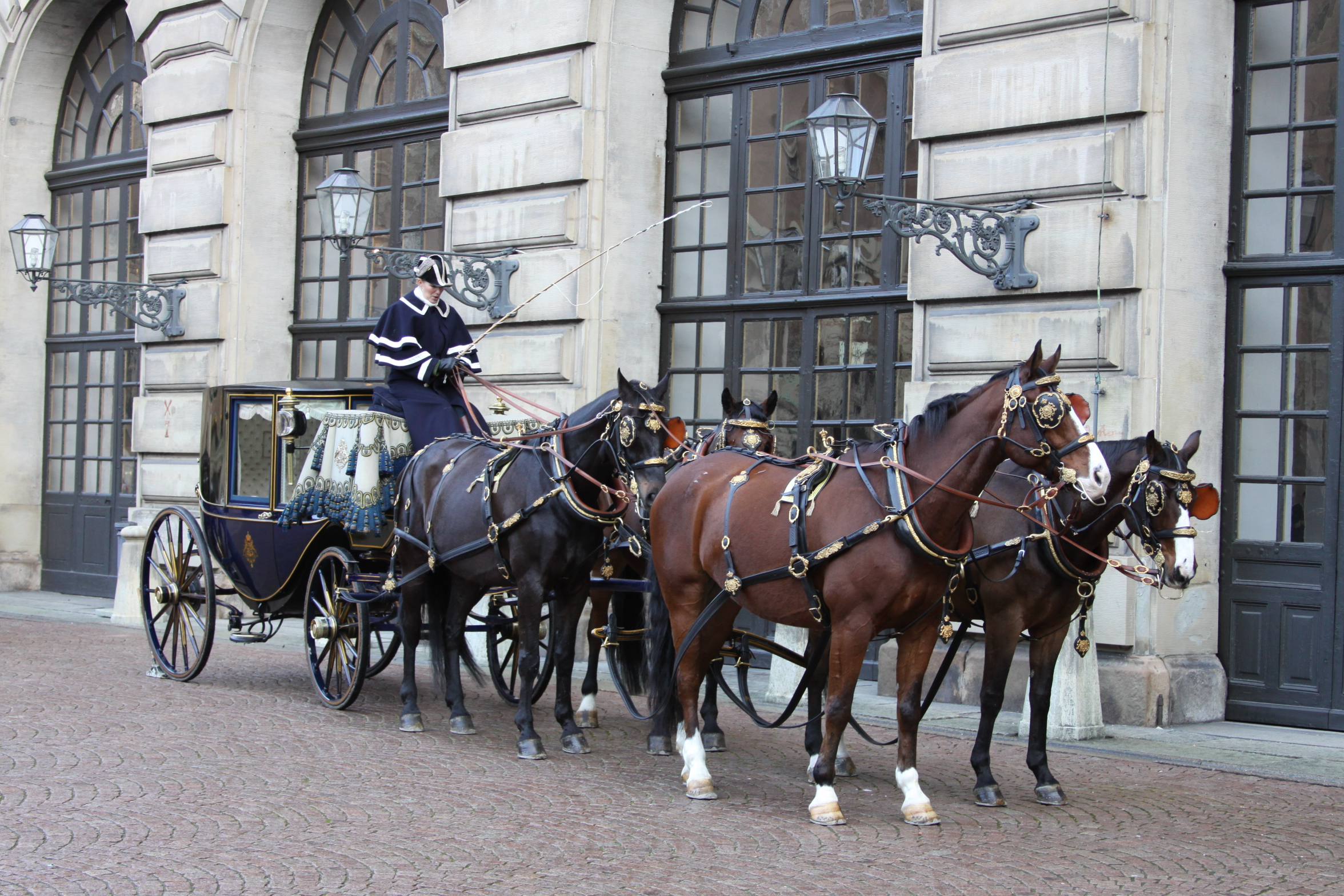
特命全権大使らを送迎するスウェーデン王宮府の儀装馬車
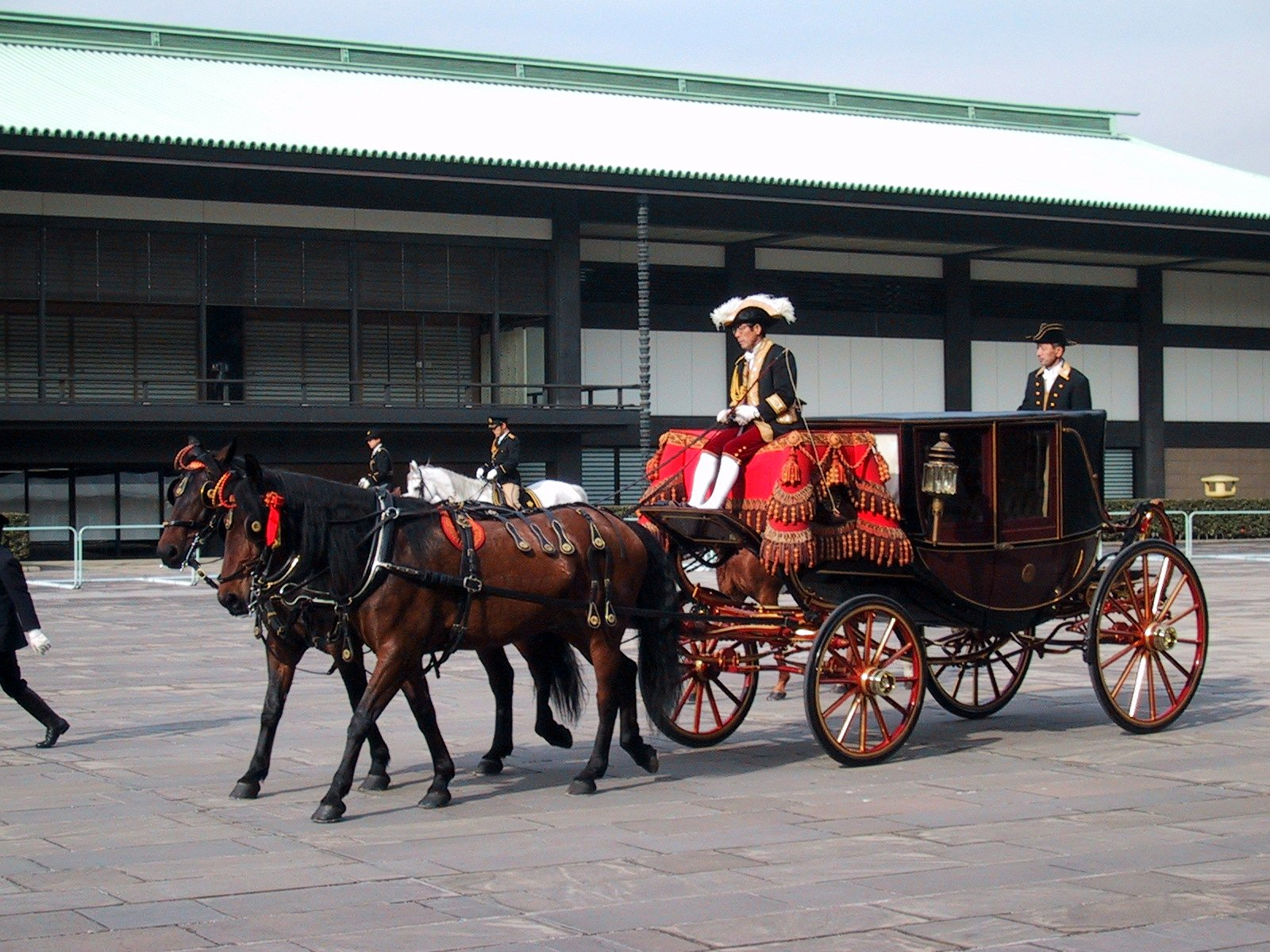
特命全権大使らを送迎する宮内庁の儀装馬車

## 代理公使
外交使節には、特命全権大使や特命全権公使のほかに、代理公使と呼ばれる階級がある。外交関係に関するウィーン条約第14条において、特命全権大使や特命全権公使が接受国の元首に対して派遣されるのに対して、代理公使は接受国の外相に対して派遣されることが規定されている。したがって、代理公使の場合は、接受国の元首ではなく、接受国の外相に対して信任状を提出する。日本においても、代理公使の信任状は外務大臣が受け取ることになっている。